# Сешо
Сешо́ (фр. Séchault) — коммуна во Франции, находится в регионе Шампань — Арденны. Департамент коммуны — Арденны. Входит в состав кантона Монтуа. Округ коммуны — Вузье.
Код INSEE коммуны — 08407.
Коммуна расположена приблизительно в 180 км к востоку от Парижа, в 45 км северо-восточнее Шалон-ан-Шампани, в 60 км к югу от Шарлевиль-Мезьера.

## Население
Население коммуны на 2008 год составляло 71 человек.
| 1962 | 1968 | 1975 | 1982 | 1990 | 1999 | 2008 |
| ---- | ---- | ---- | ---- | ---- | ---- | ---- |
| 50   | 77   | 59   | 65   | 57   | 59   | 71   |

## Экономика
В 2007 году среди 60 человек в трудоспособном возрасте (15—64 лет) 50 были экономически активными, 10 — неактивными (показатель активности — 83,3 %, в 1999 году было 67,6 %). Из 50 активных работали 46 человек (34 мужчины и 12 женщин), безработных было 4 (2 мужчин и 2 женщины). Среди 10 неактивных 5 человек были учениками или студентами, 2 — пенсионерами, 3 были неактивными по другим причинам.

## Достопримечательности
- Церковь Сен-Реми (XIII—XIV века). Исторический памятник с 1926 года.[3]
- Поместье Розье (XIII—XIV века). Исторический памятник с 1956 года.[4]
- Бывшая авиабаза. Непродолжительное время использовалась ВВС Канады.